# Bence Szabolcsi
Bence Szabolcsi [ˈbɛntsɛ ˈsɒboltʃi], auch Bence Győző, Benedikt oder Benedikt Viktor Szabolcsi, (* 2. August 1899 in Budapest, Österreich-Ungarn; † 21. Januar 1973 ebenda) war ein ungarischer Musikwissenschaftler.

## Werdegang
Szabolcsi studierte an der Franz-Liszt-Musikakademie in Budapest bei Leó Weiner und Albert Siklós sowie privat bei Zoltán Kodály Komposition und an der dortigen Universität Jura, Literaturwissenschaft und Philosophie. Später ging er nach Leipzig, wo er am Konservatorium bei Sigfrid Karg-Elert Musiktheorie und Komposition und an der Universität bei Hermann Abert Musikwissenschaft studierte und 1923 mit einer Dissertation über Benedetti und Saracini (Beiträge zur Geschichte der Monodie) promoviert wurde. 1946 erhielt er eine Professur an der Franz-Liszt-Musikakademie. Er verfasste Arbeiten zur ungarischen und zur allgemeinen Musikgeschichte (u. a. Bausteine zu einer Geschichte der Melodie), beschäftigte sich mit Musikethnologie und gab unter anderem die Schriften Béla Bartóks heraus. Immer wieder untersuchte er auch die Geschichte ungarisch-jüdischer Musik.
Im Jahr 2001 wurde erstmals der Bence Szabolcsi-Preis (Szabolcsi Bence-díj) vergeben.

## Familie
Szabolcsi entstammte einer Familie, die in der ungarischen Kultur eine herausragende Rolle spielte. Sein Vater Miksa Szabolcsi, geboren als Max Weinstein, (1857–1915) gilt als Begründer des ungarisch-jüdischen Journalismus; er war fast drei Jahrzehnte lang Herausgeber der jüdischen religiösen und sozialen Wochenzeitung Egyenlőség (Gleichheit). Bence Szabolcsi schrieb in dem seiner Dissertation beigegebenen Lebens- und Bildungsgang 1923: „meine Mutter, geborene Malvina Boskovitz, starb 1910, mein Vater, Max Szabolcsi, Chefredakteur einer ungarischen Zeitschrift, 1915; nach seinem Tode übernahm die Leitung der Zeitschrift mein älterer Bruder, Dr. Ludwig Szabolcsi, der auch die Kosten meines hiesigen Aufenthaltes bestreitet.“ Szabolcsis Sohn Gábor wurde von Nazis verschleppt und kam 1944 als Vierzehnjähriger in Auschwitz um, er selbst wurde 1944 bis Anfang 1945 mehrfach zur Zwangsarbeit einberufen.

## Werke
- A magyar zenetörténet kézikönyve. Zeneműkiadó, Budapest 1955.
  - deutsch: Geschichte der ungarischen Musik. Corvina Verlag, Budapest 1964, dritte, erweiterte Auflage ebd. 1975, ISBN 963 13 6653 7.[12]